# 東けんじ
東けんじ（あずま けんじ、1923年〈大正12年〉12月17日 - 1999年〈平成11年〉1月7日）は、宮城けんじと漫才コンビ「Wけんじ」を結成した日本の漫才師。本名は大谷 健二（おおたに けんじ）。栃木県宇都宮市出身。大の酒好き。内向的な性格で普段は無口であった。

## 来歴
実父は大田原町長（現・大田原市）。
中学卒業後に地元の東野鉄道に就職し小荷物係として働いていた。元来の芸事好きが高じて駅員仲間を集めて素人劇団を結成したが、それを駅長にとがめられた事に腹を立て辞表を提出。サーカス団に入り「ヘンリー東」を名乗り、生まれつきの身体の柔らかさを生かしたパントマイムやアクロバット、または花形ピエロとしても活躍した。その後、地方回りのレビュー団を経て1955年（昭和30年）に玉川良一と漫才コンビ「Wコント」を結成し、大阪に拠点を移して活動。千日前の大阪劇場やなんば花月劇場に出演していた。1956年（昭和31年）に浅草などで活躍していた三波伸介を加え「おとぼけガイズ」となった。関西ではテレビ出演するほどの人気だったが、東がたびたび舞台に穴を空けることや、玉川良一の単独テレビ出演の機会が増えたこと、東京逆進出を巡り意見が対立したこと、などの理由から活動が不安定になり、嫌気が差した三波伸介の帰郷で1957年ごろトリオ解消、再び「Wコント」に戻るも1年も経ずに解散した。解散後に東京に戻り、所属する一映プロの夏野偵三代表からの勧めで宮城を誘い、1961年（昭和36年）4月に宮城と「Wけんじ」を結成。
1960年代を中心に活躍。テンポの速いしゃべりに、レンズの入っていないロイド眼鏡を掛けたとぼけた味わいの東のボケと宮城のキレのあるツッコミで人気を博し東京を代表する漫才師となった。「やんなっ！」「バカだなぁ〜」「なっ。オー！」などの流行ギャグを生み出し一世を風靡する。全盛期にはヘリコプターで移動して舞台を掛け持ちするほどの人気ぶりであった。
浅草松竹演芸場には漫才協団幹部として定席にも出演。また、東京演芸人の最高峰とされた日比谷・東宝演芸場の東宝名人会にも多数出演した。その反面、落語家団体（落語協会・落語芸術協会）には所属していなかったため、寄席には殆ど出演の機会がなかった。
酒好きが祟り、1999年1月7日、肝不全のため東京都文京区の日本医科大学付属病院で死去した。75歳没。告別式は1月10日、東京都文京区の護国寺桂昌殿で営まれ、会場には約400人の会葬者が訪れた。会場入口に設置されたモニターには、生前のWけんじの漫才がVTRで流された。葬儀委員長は相方の宮城けんじ。喪主は妻の多恵子。遺体には最後の舞台衣装が着けられ、棺には愛用のメガネ、電話帳、小犬のぬいぐるみ、かりんとうが納められた。

## エピソード
- 1954年9月26日未明に台風第15号によって沈没し1139人の犠牲者を出した洞爺丸に乗船予定であったが、東が出航前に酔いつぶれてしまったために乗船を見合わせ、宮城共々運よく沈没事故の難を逃れたという[1]。
- 人気絶頂の1966年（昭和41年）6月13日、東が突如失踪し、大阪のABCテレビの収録に穴を開け大問題となる。翌日、地元・栃木県の実妹宅にいるところをマネージャーに突きとめられ、15日には東京へ戻り所属事務所社長と宮城同席のもと釈明の記者会見を開いた。前夜の酒がもとで寝坊をして大阪行きの新幹線の時間に間に合わず、元来の内向的で小心者であった東は頭が混乱。「もうお終いだ」と思いこみ田舎に逃げたのが事の顛末であった。

- 臨終の間際、ベッドに横たわる東を見守る弟子の一人が感極まって「オヤジ、舞台です！」と呼びかけたところ、カッと目を見開いたと言う。

## 主な出演歴

### テレビ
- 「大正テレビ寄席」（NETテレビ）
- 「ポリドール歌の遊覧船」番組司会　1965年（昭和40年）
- 「今週の花嫁花むこ」（朝日放送）番組司会　1965年（昭和40年）
- 「お笑いカラー寄席」（日本テレビ）
- 「初詣!爆笑ヒットパレード」（フジテレビ）
- 「水戸黄門」（TBS）1966年（昭和41年）
- 「花王名人劇場 Wけんじリサイタル」（フジテレビ）1985年（昭和60年）

### ラジオ
- 「全国ファン歌謡ナイター」（TBSラジオ）
- 「サントリーキャラバン隊」（文化放送）1966年（昭和41年）
- 「らんまんラジオ寄席 Wけんじ特集」（TBSラジオ）2005年（平成17年）10月30日 宮城けんじ追悼として放送。
  - 演目：「鈍感物語」1965年（昭和40年）収録／「ど忘れ物語」1979年（昭和54年）収録／「温泉問答」1995年（平成7年）収録

### 映画
- 「勢揃い桃色御殿」（松竹）1957年（昭和32年）千吉役
- 「続二等兵物語 決戦体制の巻」（松竹）1957年（昭和32年）川崎二等兵役
- 「われらの友情」（松竹）1966年（昭和41年）東役
- 「あなたの命」（日活）1966年（昭和41年）司会者役
- 「落語野郎 大馬鹿時代」（東宝）1966年（昭和41年）健次役
- 「落語野郎 大脱線」（東宝）1966年（昭和41年）下っ引憲次役
- 「新・事件記者 殺意の丘 」（東宝）1966年（昭和41年）松下役
- 「喜劇 急行列車」（東映）1967年（昭和42年）新郎役
- 「喜劇 団体列車」（東映）1967年（昭和42年）東役
- 「落語野郎 大爆笑」（東宝）1967年（昭和42年）駕籠かき助十役
- 「落語野郎 大泥棒」（東宝）1967年（昭和42年）健次役

### 舞台
- 「新春Ｗけんじとその一味」（大手町サンケイホール）1965年（昭和40年）〜
- 「三波春雄ショー」（歌舞伎座）1966年（昭和41年）
- 「モルガンお雪」（帝国劇場）1977年（昭和52年）
- 「アメリカ寄席」（アメリカ）1978年（昭和53年）
- 「Wけんじ一門会」（浅草松竹演芸場）1979年（昭和54年）
- 「Wけんじ漫才20周年記念特別公演」（東京・大阪・横浜・札幌・福岡・名古屋）1980年（昭和55年）

### 吹替
- テレビアニメ「怪獣王ターガン」（NETテレビ）悪役の声でゲスト出演
- ドキュメンタリー映画「ゼロ地帯をムシる／原題：Primitive London」（東京第一）日本語版ナレーション

## 受賞歴
1963年（昭和37年）：第11回 NHK漫才コンクール優勝

## レコード
A面「ダブ子ちゃん」／B面「おしかった」（作詞：丹古晴己／作曲：大本恭敬／編曲：小野崎孝輔）東芝レコード

## CD
- 爆笑競演集「ど忘れ物語」 (1996/11/01発売）キングレコード
- Laughin’ Vol.3「ど忘れ物語」（2003/02/21発売）ビクターエンタテインメント
- 澤田隆治が選んだ 爆笑！漫才傑作集（3）「娘の誕生日」（2004/12/22発売）コロムビアミュージックエンタテインメント
- 昭和の演芸 BOX「調子いい物語」 (2006/06/02発売）インディペンデントレーベル

## DVD
東京漫才傑作集 (2005/03/23発売）コロムビアミュージックエンタテインメント